# لطف القحوم
لطف القحوم هو منشد ثوري يمني، إشتهر في بداياته عند إنشادة زامل "ما نبالي ما نبالي"، شارك في عدة حروب منها الحروب الست و التدخل العسكري في اليمن، توفي وهو يقاتل القوات الموالية للسعودية في 14 فبراير 2016 في جبهة مأرب.